# Versus the World
Versus the World je čtvrté studiové album švédské death metalové kapely Amon Amarth. Album bylo vydané 18. listopadu 2002. V roce 2011 vyšla reedice alba.

## Seznam skladeb
1. Death In Fire
2. For The Stabwounds In Our Backs
3. Where Silent Gods Stand Guard
4. Versus The World
5. Across The Rainbow Bridge
6. Down The Slopes Of Death
7. Thousand Years Of Oppression
8. Bloodshed
9. ...And Soon the World Will Cease To Be

### Vikingská edice – bonusové CD
1. Siegreicher Marsch
2. Sorrow Throughout the Nine Worlds
3. The Arrival of the Fimbul Winter
4. Burning Creation
5. The Mighty Doors of the Speargod's Hall
6. Under the Greyclouded Winter Sky
7. Burning Creation
8. Arrival of the Fimbul Winter
9. Without Fear
10. Risen from the Sea
11. Atrocious Humanity
12. Army of Darkness
13. Thor Arise
14. Sabbath Bloody Sabbath (Black Sabbath cover)

## Obsazení
- Johan Hegg – zpěv
- Olavi Mikkonen – kytara
- Johan Söderberg – kytara
- Ted Lundström – baskytara
- Fredrik Andersson – bicí